# Konrad Bajger
Konrad Bajger (ur. 5 kwietnia 1944 w Łaziskach Górnych, zm. 8/9 lutego 2001) – polski piłkarz grający na pozycji obrońcy.

## Życiorys
Wychowanek LZS Łaziska Dolne. Karierę piłkarską rozpoczął w Polonii Łaziskach Górnych, skąd w 1966 roku przeszedł do Polonii Bytom. W czerwcu 1966 podczas pobytu z drużyną Polonii Bytom w Szwecji opuścił ekipę klubu i nie powrócił do Polski (wraz z nim Heinz Banaś i Norbert Pogrzeba). Wyjechał do RFN grać najpierw w Bayernie Hof (1966–1967), potem w rezerwach 1. FC Köln (1967).
Po rocznym pobycie w RFN wrócił do Polonii Bytom, w którym występował do 1972 roku, występując w 126 meczach i strzelając 8 goli. Potem przeszedł do Ruchu Chorzów, gdzie również był kluczowym zawodnikiem i zdobył w nim jedyne swoje trofea w karierze: dwukrotne mistrzostwo Polski (1974, 1975) oraz Puchar Polski (1974). W klubie występował do 1976 roku i wystąpił w jego barwach w 108 meczach ligowych. Łącznie w ekstraklasie rozegrał 147 meczów i strzelił 8 bramek.
Następnie wyjechał do Stanów Zjednoczonych grać najpierw w Chicago Cats (ASL), potem w klubie NASL – Chicago Sting, gdzie rozegrał tylko jeden mecz ligowy. Po rocznym pobycie w Chicago wrócił w 1977 roku do Polski grać w ROW Rybnik, gdzie w 1978 roku zakończył piłkarską karierę.
Zmarł w nocy 8/9 lutego 2001.

## Sukcesy
Ruch Chorzów
- Mistrz Polski: 1974, 1975
- Puchar Polski: 1974